# أختانغ
يعلو قمته بركان طبقي بازلتي صغير، يقع ضمن سلسلة سريديني جنوب شرقي بركان إتشينسكي في شبه جزيرة كامشاتكا في روسيا.